# Carlos Rogers
Carlos Deon Rogers (Detroit, 6 febbraio 1971) è un ex cestista statunitense, professionista nella NBA.

## Carriera
È stato selezionato dai Seattle SuperSonics al primo giro del Draft NBA 1994 (11ª scelta assoluta).
Con gli Stati Uniti ha disputato le Universiadi di Buffalo 1993.

## Statistiche

### College
| Anno      | Squadra             | PG | PT | MP   | TC%  | 3P%  | TL%  | RP   | AP  | PRP | SP  | PP   |
| --------- | ------------------- | -- | -- | ---- | ---- | ---- | ---- | ---- | --- | --- | --- | ---- |
| 1990-1991 | Little Rock Trojans | 19 | 0  | 20,7 | 50,8 | -    | 55,4 | 6,9  | 1,2 | 0,6 | 2,0 | 8,4  |
| 1992-1993 | TSU Tigers          | 29 | 28 | 31,7 | 62,1 | 0,0  | 62,4 | 11,7 | 1,0 | 0,7 | 3,2 | 20,3 |
| 1993-1994 | TSU Tigers          | 31 | 31 | 33,9 | 61,4 | 30,8 | 64,9 | 11,5 | 1,5 | 0,7 | 3,0 | 24,5 |
| Carriera  | Carriera            | 79 | 59 | 29,9 | 60,3 | 25,0 | 62,9 | 10,5 | 1,3 | 0,6 | 2,8 | 19,1 |

### NBA

#### Regular Season
| Anno      | Squadra             | PG  | PT | MP   | TC%  | 3P%  | TL%  | RP  | AP  | PRP | SP  | PP  |
| --------- | ------------------- | --- | -- | ---- | ---- | ---- | ---- | --- | --- | --- | --- | --- |
| 1994-1995 | G.S. Warriors       | 49  | 18 | 20,8 | 52,9 | 14,3 | 52,1 | 5,7 | 0,8 | 0,4 | 1,1 | 8,9 |
| 1995-1996 | Toronto Raptors     | 56  | 18 | 18,6 | 51,7 | 14,3 | 54,6 | 3,0 | 0,6 | 0,4 | 0,9 | 7,7 |
| 1996-1997 | Toronto Raptors     | 56  | 3  | 24,9 | 52,5 | 37,9 | 60,0 | 5,4 | 0,7 | 0,8 | 1,2 | 9,8 |
| 1997-1998 | Toronto Raptors     | 18  | 0  | 19,3 | 51,7 | 0,0  | 56,3 | 3,6 | 0,9 | 0,5 | 0,4 | 6,0 |
| 1997-1998 | Portland T. Blazers | 3   | 0  | 8,3  | 50,0 | 0,0  | -    | 0,7 | 0,7 | 0,3 | 0,0 | 1,3 |
| 1998-1999 | Portland T. Blazers | 2   | 0  | 4,0  | 100  | -    | 25,0 | 0,5 | 0,5 | 0,0 | 0,0 | 2,5 |
| 1999-2000 | Houston Rockets     | 53  | 15 | 20,8 | 52,5 | 7,1  | 59,1 | 5,2 | 0,8 | 0,3 | 0,6 | 8,0 |
| 2000-2001 | Houston Rockets     | 39  | 0  | 13,9 | 68,2 | 0,0  | 55,8 | 3,6 | 0,2 | 0,3 | 0,5 | 4,6 |
| 2001-2002 | Indiana Pacers      | 22  | 1  | 7,6  | 55,8 | 16,7 | 52,6 | 1,7 | 0,1 | 0,2 | 0,3 | 2,7 |
| Carriera  | Carriera            | 298 | 55 | 19,0 | 53,6 | 25,8 | 56,2 | 4,3 | 0,6 | 0,4 | 0,8 | 7,4 |